# Moinho Fluminense
Conjunto de prédios onde funcionou o 
moinho de 1887 a 2016, na Gamboa.
O Moinho Fluminense é um moinho situado no bairro do Parque Duque, no 1° Distrito do município de Duque de Caxias. Localiza-se no International Business Park, um loteamento comercial e industrial situado no início da Rodovia Washington Luís. É operado pela Bunge.
Projetado para ser o moinho mais moderno da América Latina, é utilizada tecnologia de ponta nos processos de recebimento da matéria-prima, de classificação e beneficiamento dos grãos e de monitoramento e controle dos equipamentos de moagem e envase. O moinho possui capacidade de moagem de mais de 600 mil toneladas de trigo por ano, abrigando ainda um centro de distribuição com capacidade para armazenar 6,6 mil toneladas de produtos.
Foi inaugurado em 1887, tendo sido a primeira fábrica de moagem de trigo do Brasil. Durante 129 anos, o moinho funcionou em um conjunto de prédios históricos no bairro da Gamboa, na Zona Central da cidade do Rio de Janeiro. As novas instalações, em Duque de Caxias, possibilitaram a ampliação da capacidade produtiva, a modernização das operações e um melhor atendimento às necessidades do mercado.

## História
O conjunto arquitetônico onde inicialmente funcionou o moinho, composto atualmente por cinco prédios e situado no bairro da Gamboa, foi inaugurado em 1887, cujo alvará de funcionamento fora assinado pela Princesa Isabel. Foi o primeiro moinho de trigo do país; até então, toda a farinha de trigo usada no país era importada. O complexo de prédios foi adquirido em 1914 pela Bunge, uma empresa multinacional de agronegócio e alimentos e que opera o moinho até hoje.
Em 2011, a Bunge restaurou toda a fachada do conjunto de prédios do Moinho Fluminense em virtude da revitalização da região, proporcionada pela operação urbana Porto Maravilha. Em 2016, as atividades do moinho foram transferidas para a atual unidade, em Duque de Caxias.